# Sorygaza mardia
Sorygaza mardia är en fjärilsart som beskrevs av Druce 1891. Sorygaza mardia ingår i släktet Sorygaza och familjen nattflyn. Inga underarter finns listade i Catalogue of Life.